# She's Got Issues
«She's Got Issues» es una canción de The Offspring. Fue el cuarto y último sencillo del álbum Americana.
La canción trata sobre la situación de la novia del narrador (interpretada en el videoclip por la actriz Zooey Deschanel), una joven que está continuamente quejándose de sus problemas mentales. El fondo de las letras está en concordancia con la línea crítica del álbum. En esta ocasión, la banda profundiza en la tendencia de la sociedad estadounidense de culpar a otras personas o, incluso y como trata el vídeo, a enfermedades mentales de los problemas y dificultades de la sociedad.
Pese a que fue lanzado como un sencillo más del álbum y logró buenos resultados en las listas, la banda decidió no incluirlo en los grandes éxitos que lanzaron en 2005.

## Listado de canciones
1. «She's Got Issues» - 03:49
2. «The Kids Aren't Alright» (Full Mix) - 04:56
3. «All I Want» (Live) - 02:29
4. «Pretty Fly (For A White Guy)» (The Baka Boyz Low Rider Remix) - 03:01

## Posicionamiento
| Año  | Listas                       | Posición |
| ---- | ---------------------------- | -------- |
| 1999 | Modern Rock Tracks (USA)     | N.º 11   |
| 1999 | Mainstream Rock Tracks (USA) | N.º 19   |